# اس‌اس ویکتوریا (۱۹۰۷)
اس‌اس ویکتوریا (۱۹۰۷) (به انگلیسی: SS Victoria (1907)) یک کشتی بود که طول آن ۳۱۱ فوت (۹۵ متر) بود. این کشتی در سال ۱۹۰۷ ساخته شد.